# Hockenheim (stacja kolejowa)
Hockenheim (niem: Bahnhof Hockenheim) – stacja kolejowa w Hockenheim, w kraju związkowym Badenia-Wirtembergia, w Niemczech. Według DB Station&Service ma kategorię 4. Znajduje się na linii Mannheim – Rastatt oraz przez teren stacji przebiega szybka kolei Mannheim – Stuttgart. 

## Linie kolejowe
- Linia Mannheim – Rastatt
- Linia Mannheim – Stuttgart